# Polskie Stowarzyszenie Jazzowe
Polskie Stowarzyszenie Jazzowe – organizacja wywodząca się ze środowiska jazzowego, która zrzesza muzyków i kompozytorów jazzowych, oraz krytyków, organizatorów i promotorów.
Powstała ona w 1957 pod nazwą Federacja Polskich Klubów Jazzowych i w początkowym stadium zrzeszała tylko kluby jazzowe.
Po kilku latach, w 1964 została przemianowana na Polską Federację Jazzową. Jej współzałożycielem i pierwszym prezesem był Roman Waschko. Wraz z rozwojem Polska Federacja Jazzowa rozszerzyła swoją działalność o muzyków, zespoły muzyczne jak również prowadziła ruch na rzecz kontaktów z ruchem amatorskim miłośników jazzu.
W 1967 stowarzyszenie przejęło stronę organizacyjną klubu Non Stop w Sopocie.
W 1969 nastąpiła ponowna zmiana nazwy tej organizacji. Tym razem zmieniła nazwę na Polskie Stowarzyszenie Jazzowe. Współzałożycielem i pierwszym prezesem w Polskim Stowarzyszeniu Jazzowym był Jan Byrczek.

## Historia PSJ
Polskie Stowarzyszenie Jazzowe formalnie rozpoczęło swoje istnienie od VI Walnego Zjazdu Delegatów Polskiej Federacji Jazzowej w grudniu roku 1969. Wtedy to przyjęto nowy statut, który zmienił zarówno charakter organizacji jak i jej nazwę z Federacji na Polskie Stowarzyszenie Jazzowe. Pierwszym Prezesem PSJ wybrano Jana Byrczka, wiceprezesem Jana Ptaszyna Wróblewskiego, natomiast sekretarzem generalnym został Stanisław Cejrowski. Jednakże historia PSJ miała swój początek dużo wcześniej.
W lipcu 1957 podczas II Festiwalu Muzyki Jazzowej w Sopocie, z inicjatywy redakcji miesięcznika „Jazz”, przedstawiciele klubów jazzowych powołali pięcioosobową Komisję Przygotowawczą Polskiej Federacji Jazzowej. Komisja opracowała projekt statutu, którego celami było między innymi tworzenie archiwum nagrań jazzowych oraz koordynowanie pracy klubów. W kwietniu odbył się I Zjazd Delegatów Polskich Klubów Jazzowych, na którym powołany do życia został Komitet Koordynacyjny Jazz Klubów Polskich w składzie: Roman Waschko − sekretarz, Rajmund Górnowicz − z-ca sekretarza oraz Adam Ferch, Jerzy Matuszkiewicz i Andrzej Melzer. Działali w nim także m.in.: Jan Byrczek, Andrzej Trzaskowski, Krzysztof Komeda, Jan Ptaszyn Wróblewski, Jerzy Balcerzak, Lech Terpiłowski.
W listopadzie 1958 odbył się II Zjazd Delegatów Polskich Klubów Jazzowych. Efektem prac zjazdu było przekształcenie Komitetu Koordynacyjnego w Polską Federację Klubów Jazzowych i zatwierdzenie nowego statutu. Wybrano nowy Zarząd, którego Prezesem został Roman Waschko i Radę Federacji, na czele której stanął Przewodniczący Andrzej Trzaskowski.
W latach 60. Federacja przekształciła się w „Polskie Stowarzyszenie Jazzowe”, które do dziś kontynuuje tradycje wspierania ruchu jazzowego w Polsce. Kierowali nim m.in.: Andrzej Jaroszewski, Zbigniew Namysłowski, Jan Byrczek, Tomasz Tłuczkiewicz, Henryk Majewski, Krzysztof Sadowski, Piotr Rodowicz, Mariusz Bogdanowicz, a aktualnym Prezesem Zarządu Głównego jest Piotr Majewski.
W grudniu 1965 roku Federacja uzyskała zezwolenie na wydawanie biuletynu, co zaowocowało ukazaniem się pierwszego numeru w formie powielonej broszury pod nazwą „Jazz Forum”. W następnych latach pismo stało się nowoczesnym periodykiem na skalę europejską a przez kilka lat wydawane były także edycje w języku angielskim i niemieckim. Funkcję redaktora naczelnego pełnił Jan Byrczek, a przez ponad 40 lat Paweł Brodowski.